# 猪八重トンネル
猪八重トンネル（いのはえトンネル）は、宮崎県日南市北郷町にある東九州自動車道のトンネルである。トンネル自体は2013年（平成25年）に貫通したが、他のトンネルの工事の遅れ等により、2023年（令和5年）3月25日に供用開始した。全長4,858m。供用開始後、東九州道では最長、九州では肥後トンネル（6,340m）、加久藤トンネル（6,264m）に次いで3番目（宮崎県内では加久藤トンネルに次いで2番目）に長い道路トンネルとなる。
ここでは同トンネルについての解説とともに、同トンネルの供用が遅れるきっかけとなった清武南IC - 日南北郷IC間のトンネル工事についても解説する。

## トンネル概要

### 総説
東九州自動車道清武南IC - 日南北郷ICにおいて建設された12本のトンネルのうち最長のものである。
沿岸を走行する国道220号や東九州道に並行する宮崎県道27号・28号では大雨の際に土砂崩れがたびたび起きており、更に沿岸は南海トラフ巨大地震や日向灘地震による地震・津波災害が予想されるため、内陸に建設される東九州道の整備は県都宮崎市と県南の主要都市日南市の交通ネットワーク・二次医療圏ネットワークの維持のため、九州南東部のインフラ構築・防災等に重要不可欠とされている。
この区間は完成4車線（暫定2車線）で着工したため、猪八重トンネルの建設本数は上下線供用の1本であるが、今後4車線化した場合、新規にトンネル掘削を行うこととなる。設計速度は100km/hであるが、暫定2車線の対面通行であること、コンクリート製の中央分離帯が設置されることから、制限速度は80km/hとなる。
建設に当たっては計画変更を伴う難工事であった。後述する地質学的問題により他のトンネル工事がさらに難航したため、2013年（平成25年）の貫通以降、開通の見通しが立っていなかったが、2019年（令和元年）末に国土交通省から同区間の2022年（令和4年）度開通予定が発表され、2023年（令和5年）3月25日に供用開始した。

### トンネル全長の記録
供用開始後、大分県の臼津トンネル（2,985m）を大幅に抜いて東九州道で最長、鹿児島県の北薩トンネル（4,850m）を抜いて九州で3番目に長い道路用トンネルとなった。また、肥後トンネル（6,340m、九州1位）・北薩トンネルは市町村境を、加久藤トンネル（6,264m、九州2位）は県境を跨ぐが、猪八重トンネルは全区間が日南市内にあるため、同一市町村で完結する道路用トンネルでは九州最長となる。また、新直轄方式で建設されたトンネルであることから、通行料金が無料のトンネルとしても九州最長になる。全長2,000mを超えることから、安全対策としてトンネル本坑と並行した避難坑が設置された。

## 諸元
寸法等
- 全長[3]：4,858 m
- 断面[6]：高さ 10.0m、幅 14.5m、掘削断面積 110 m2
- 設計速度[4]： 100km/h（暫定 80km/h）
- 規格[4]：第１種第２級、完成4車線（暫定2車線）
- 着工開始[6]：2008年3月22日
- 貫通[2]：2013年4月8日
- 供用開始[5]：2023年3月25日
- 基本設計[7]：ロード・エンジニアリング
- 本坑施工[8]：前田建設工業（北側 1,690m）、安藤・間JV（南側2,056m）
- 工法[9]：NATM（本坑:補助ベンチ付き全断面・ショートベンチカット、避難坑:全断面）、発破掘削（本坑:タイヤ式,避難坑:レール式）
- 総工費：不明（参考：北工区2期 32.68億円、 南工区2期 35.5億円。追加対策費：63億円[4]）

安全設備
- 避難坑
- 消火設備
- 通報設備

## 地質学的問題と難工事

### 『鬼の洗濯岩』よりも脆い『日南層群』
猪八重トンネルを含む清武南IC - 日南北郷IC間は、古第三紀（5,000 ～ 3,000 万年前）の砂岩と頁岩からなるオリストストロームを主体とする「日南層群」と呼ばれる地層を主体に、所謂『鬼の洗濯岩』と同構造である、深海堆積物の砂岩と泥岩が交互に堆積した新第三紀中新世（2,000 ～ 1,000 万年前）の「宮崎層群」（青島相）と呼ばれる地層が広がっている。これらは地滑りを引き起こしやすく、また風化速度が速いため、風化した日南層群土砂による乱雑層がみられるなど、地質学的に脆い地盤となっている。特に日南層群において、トンネル施工時に大きな変状や地滑りへの影響による地表面の変状が問題となったため、建設される12本のトンネル全てに関して多大な安全対策が必要不可欠となった。

### 猪八重トンネルの地質学的問題
猪八重トンネルは、鰐塚山地に属する南北に平行して走る2つの山陵、西側で標高 500m 前後の双立山、花立山、東側で標高 600m 前後の斟鉢山、花切山、岩壺山、郷谷山に挟まれた山地に位置し、名前の通り、渓流地・猪八重渓谷の直下を通る。先述の宮崎層群、日南層群の傾斜不整合面（境界）が清武南側坑口より約300mの位置にあり、これを跨いで建設することから難工事が予想され、更に、清武側では掘削中に大量の湧水と遭遇し、北郷側では事前調査ではわからなかった、宮崎層群の泥岩に含まれる大量のメタンガスが検出され、建設中の湧水対策・爆発事故対策を施す必要性も発生した。

### 猪八重トンネルの工法概説
猪八重トンネルは清武側坑口から北郷側坑口に向かって、下り2.5%勾配の構造であり、NATMと発破掘削を併用した突っ込み掘削を実施した。全長2,000mを超えるため、避難坑が設置された。清武側（北工区）から前田建設が、北郷側から（南工区）から安藤・間主体のJVが掘削を実施した。しかし、前述のとおり、北工区では大量の湧水、南工区では事前調査ではわからなかったメタンガスが問題となり、工事は難航を極めた。それぞれにおいて問題対策を実施。63億円の追加費用を伴い、約5年をかけて掘削。2013年4月8日に貫通した。

### 猪八重トンネル貫通後も続く難工事
猪八重トンネルは2013年（平成25年）4月に貫通したものの、同区間の丸目トンネル・芳ノ元トンネルにおける日南層群の地盤軟弱化、天井落盤の発生、掘削した残土からヒ素、ホウ素等の環境基準を超える自然由来の特定有毒物質の検出、芳ノ元トンネルにおける掘削開始後の地滑りの発生等の重要問題が連続して発生した。その対策のため、全長1,800mの芳ノ元トンネルの貫通に9年半という異例の長期間を費やした。猪八重トンネル・丸目トンネル・芳ノ元トンネルの3本で合計468億円の対策費が投入され、清武南 - 日南北郷間の全てのトンネルが貫通したのは1996年（平成8年）の着工開始から23年経った2019年（令和元年）の6月だった。

### そして開通へ
2023年（令和5年）2月3日に国土交通省宮崎河川国道事務所より、清武南IC - 日南北郷IC間が同年3月25日に開通することが発表された。着工開始から27年、猪八重トンネル貫通から約10年のことであった。

## 沿革
- 1996年（平成8年）9月：清武IC - 北郷IC工事着工。1991年（平成3年）政令第376号により指定。
- 2003年（平成15年）12月25日：第1回国土開発幹線自動車道建設会議において清武 - 北郷間 (19 km)が新直轄方式による整備に切り替えられる[14]。
- 2008年（平成20年）3月22日：猪八重トンネル着工[注 2]
- 2013年（平成25年）4月8日：猪八重トンネル貫通[2]。
- 2019年（令和元年）6月：清武南IC - 日南北郷IC間のトンネルが全て貫通[13]。
- 2023年（令和5年）3月25日：清武南IC - 日南北郷IC間開通に伴い、供用開始[1]。

## 隣
E78 東九州自動車道
（30-1）清武南IC - 猪八重トンネル - （31）日南北郷IC